# 郭宁妃 (明太祖)
郭宁妃，本名无记载，明太祖朱元璋妃，濠人郭山甫的女儿。

## 生平
明史上说郭山甫善相人。朱元璋尚未发迹的时候，路过其家，郭山甫相之，惊道：“公相贵不可言。”并对儿子郭兴和郭英说：“吾相汝曹皆可封侯者以此。”于是郭山甫急忙跟随朱元璋，並將女儿郭氏遣往侍奉朱元璋，成为他的妾室。洪武三年（1370年）二月，郭氏生朱元璋第十子鲁荒王朱檀。同年，朱元璋封郭氏为宁妃。
洪武十五年（1382年），马皇后逝世，由李淑妃摄六宫事。不久，李淑妃逝世，郭宁妃继续“摄六宫事”。《胜朝彤史拾遗记》记，郭宁妃在马皇后逝世后摄六宫事，称皇宁妃。李淑妃亦“进为皇淑妃，摄六宫事”，称皇淑妃。
郭家也满门尊贵，郭山甫直封到营国公，郭兴、郭英都以功封侯。根据郭氏家谱中保存的家书，在生有鲁荒王朱檀之前，郭宁妃还生有两个女儿（汝宁公主，大名公主）。郭宁妃卒年不详，一些史料认为也是被明太祖赐死。

## 影视形象
- 1988年《錦衣衛》吳寧 飾 郭寧
- 2006年《传奇皇帝朱元璋》曾黎 饰 郭宁莲
- 2007年《神機妙算劉伯溫》岳虹 饰 和嫣寧（鐵娘子）

## 延伸阅读
[在维基数据编辑]
 《明史卷一百一十三》，出自《明史》